# 122e régiment d'infanterie Macerata
La 122e régiment d'infanterie Macerata (en italien : 122ª Reggimento fanteria "Macerata") était un régiment de l'armée italienne créé le 1er mars 1915. Durant la Seconde Guerre mondiale, le régiment fait partie de la 153e division d'infanterie Macerata.

## Histoire
Le 121e régiment d'infanterie Macerata est formé le 1er mars 1915 à partir du 93e régiment d'infanterie Messina. Le régiment est formé en même temps que le 121e régiment d'infanterie Macerata.